# Coupe d'Espagne de football 2019-2020
Navigation
Coupe du Roi 2018-2019 Coupe du Roi 2020-2021
La Coupe d'Espagne de football 2019-2020, ou Coupe du Roi, est la 117e édition de cette compétition. Valence CF est le tenant du titre.
116 équipes de première, deuxième et troisième division prennent part à la compétition. Les équipes filiales (équipes réserves) ne participent pas. Le vainqueur de la Coupe du Roi se qualifie pour disputer la phase de groupes de la Ligue Europa 2020-2021. Les deux finalistes se qualifient pour la Supercoupe d'Espagne.
Le 3 avril 2021, la finale oppose deux clubs basques — la Real Sociedad et l'Athletic Bilbao — et voit la victoire de la Real 1-0.

## Format
Lors de cette édition, la Fédération espagnole de football apporte quelques modifications par rapport aux éditions précédentes. Les éliminatoires ont lieu à match unique sur le terrain de l'équipe de division inférieure. Ce n'est qu'au stade des demi-finales que les éliminatoires se jouent en matches aller-retour.
Les quatre participants à la Supercoupe d'Espagne en janvier 2020 sont exempts des premiers tours et font leur entrée dans la compétition en 1/16 de finale (22 janvier 2020).

## Équipes qualifiées
Sont qualifiées pour la Coupe du Roi 2019-2020 :
- les vingt équipes de Première division ;
- les vingt-deux équipes de Segunda División A ;
- vingt-huit équipes de Segunda División B. Ce sont les sept premiers de chacun des quatre groupes qui composent la Segunda División B qui participent à la Coupe du Roi ;
- trente-deux équipes de Tercera División. Ce sont les champions 2019 de chacun des 18 groupes qui composent la Tercera División et les quatorze meilleurs deuxièmes qui participent à la Coupe du Roi ;
- les quatre demi-finalistes de la Copa Federación ;
- les dix vainqueurs d'une éliminatoire entre les vingt meilleures équipes des catégories régionales.

## Résultats

### Huitièmes de finale
| Club           | Score | Club            |
| -------------- | ----- | --------------- |
| Mirandés       | 3 - 1 | Séville FC      |
| Rayo Vallecano | 0 - 2 | Villareal CF    |
| CD Badajoz     | 2 - 3 | Grenade CF      |
| CD Leonesa     | 0 - 1 | Valence CF      |
| CD Tenerife    | 3 - 4 | Athletic Bilbao |
| FC Barcelone   | 5 - 0 | CD Leganés      |
| Real Saragosse | 0 - 4 | Real Madrid     |
| Real Sociedad  | 3 - 1 | CA Osasuna      |

### Quarts de finale
Ce tour voit l'élimination du Real Madrid et du FC Barcelone. Il faut remonter à l'édition 2002-2003 pour voir l'Atlético, le Real et le FC Barcelone absents en demi-finales de la Coupe du Roi.
| Club            | Score | Club          |
| --------------- | ----- | ------------- |
| Mirandés        | 4 - 2 | Villarreal CF |
| Grenade CF      | 2 - 1 | Valence CF    |
| Athletic Bilbao | 1 - 0 | FC Barcelone  |
| Real Madrid     | 3 - 4 | Real Sociedad |

### Demi-finales
| Club            | aller | Score | retour | Club       |
| --------------- | ----- | ----- | ------ | ---------- |
| Real Sociedad   | 2 - 1 | 3 - 1 | 1 - 0  | Mirandés   |
| Athletic Bilbao | 1 - 0 | 2 - 2 | 1 - 2  | Grenade CF |

### Finale
La finale se jouera après la date limite du 3 août donnée par l'UEFA aux fédérations pour donner leurs qualifiés en compétitions européennes. En effet, la Real Sociedad et l'Athletic Bilbao refusent de jouer sans spectateurs, attendant la fin de l'année 2020 en raison de la pandémie de Covid-19. Ils renoncent donc à la place européenne, qui est redistribuée au championnat espagnol. 
La finale aura finalement lieu le 3 avril 2021, au stade de La Cartuja à Séville, et se dispute à huis clos.
| Finale             | Athletic Bilbao                | 0 - 1   | Real Sociedad        | Stade de la Cartuja, Séville | |
| 3 avril 2021 21:30 |                                | (0 - 0) | 63e (pen.) Oyarzabal | Spectateurs : 0 (huis clos) Arbitrage : Xavier Estrada Fernández Arbitres assistants : Roberto Alonso Fernández, Guadalupe Porras Ayuso Quatrième arbitre : Munuera Montero Arbitre vidéo : Iglesias Villanueva Arbitres assistants vidéo : González González | Spectateurs : 0 (huis clos) Arbitrage : Xavier Estrada Fernández Arbitres assistants : Roberto Alonso Fernández, Guadalupe Porras Ayuso Quatrième arbitre : Munuera Montero Arbitre vidéo : Iglesias Villanueva Arbitres assistants vidéo : González González |
| 3 avril 2021 21:30 | Dani García 35e · Martínez 62e | Rapport | 71e Merino           | Spectateurs : 0 (huis clos) Arbitrage : Xavier Estrada Fernández Arbitres assistants : Roberto Alonso Fernández, Guadalupe Porras Ayuso Quatrième arbitre : Munuera Montero Arbitre vidéo : Iglesias Villanueva Arbitres assistants vidéo : González González | Spectateurs : 0 (huis clos) Arbitrage : Xavier Estrada Fernández Arbitres assistants : Roberto Alonso Fernández, Guadalupe Porras Ayuso Quatrième arbitre : Munuera Montero Arbitre vidéo : Iglesias Villanueva Arbitres assistants vidéo : González González |